# Đại Khê
Đại Khê (tiếng Trung: 大溪區; bính âm Hán ngữ: Dàxī Qū; bính âm thông dụng: Dàsi Cyu; Wade–Giles: Ta⁴-hsi¹ Chʻü¹), trước đây là "Trấn Đại Khê" (tiếng Trung: 大溪鎮; bính âm Hán ngữ: Dàxī Zhèn; bính âm thông dụng: Dàsi Jhèn; Wade–Giles: Ta⁴-hsi¹ Chên⁴), là một khu của thành phố Đào Viên, Đài Loan. Trấn tập trung nhiều khu vui chơi giải trí và thu hút những người từ vùng đô thị Đài Bắc lân cận đến nghỉ ngơi vào mỗi dịp cuối tuần. Sở dĩ trấn có tên là Đại Khê (dòng sông (suối) lớn) vì xưa kia có dòng sông Đại Hán chảy qua địa bàn. Đại Khê có diện tích 105,12 km², dân số vào tháng 1 năm 2016 là 93.388 người. Đại Khê có đặc sản là đậu phụ khô (đậu phụ được tách nước và trở thành khối cứng).